# Dietrich von Hein
Dietrich von Hein (* 27. Juli 1925 in Heydekrug; † 25. Dezember 2007 in Hannover) war ein deutscher Tierarzt und als Sanitätsoffizier Veterinär bei der Bundeswehr zuletzt von 1978 bis 1985 der zweite Inspizient Veterinärmedizin der Bundeswehr im Dienstgrad Oberstveterinär.

## Leben
Nachdem er die Schulausbildung und den Reichsarbeitsdienst absolviert hatte, nahm von Hein noch als Soldat im Zweiten Weltkrieg teil, wurde verwundet und geriet in Kriegsgefangenschaft. Nach dem Krieg studierte er von 1947 bis 1952 an der Tierärztlichen Hochschule Hannover. Im Anschluss folgten Tätigkeiten als Hochschulassistent und als Amtstierarzt, bevor er 1959 in die Bundeswehr eintrat. Dort war er zunächst Dezernent in der Abteilung Sanitäts- und Gesundheitswesens des damaligen Wehrbereichskommandos V in Stuttgart und dann beim Wehrbereichskommando II in Hannover. In Hannover leitete er ab 1963 den Aufbau des Veterinär-Feldlaboratoriums und leitete ab 1967 die Veterinäruntersuchungsstelle II. Es folgte die Anerkennung als Fachtierarzt für Lebensmittelhygiene und 1978 wurde er auf den Dienstposten als Inspizient Veterinärmedizin versetzt. Nach siebenjähriger Verwendung als höchster Veterinär der Bundeswehr wurde von Hein 1985 in den Ruhestand versetzt.
Er engagierte sich im Lions-Club, war bis zu seinem Tode aktives Kongressmitglied bei der Deutschen Gesellschaft für Wehrmedizin und Wehrpharmazie und studierte nach der Zurruhesetzung an der Universität Hannover Alte und Neuere Geschichte.

## Auszeichnungen
- Bundesverdienstkreuz am Bande (1984)